# Aleksandr Bolosjev
Aleksandr Aleksandrovitsj Bolosjev (Russisch: Александр Александрович Болошев) (Elektrogorsk, Oblast Moskou, 12 maart 1947 - Wolgograd, 16 juli 2010) was een Russisch basketballer.

## Carrière
Bolosjev won met de Sovjet-Unie in 1972 het basketbaltoernooi op de Olympische Zomerspelen. Tevens werd hij met dit nationale basketbalteam wereldkampioen in 1974, runner-up in 1978 en Europees kampioen in 1969 en 1971.
Kreeg in 1972 een onderscheiding Meester in de sport van de Sovjet-Unie. Ook heeft hij de Medaille voor Voortreffelijke Prestaties tijdens de Arbeid gekregen. Hij studeerde af aan Wolgograd Instituut voor Lichamelijke Opvoeding. Werkte als damescoach vanaf 1982 t/m 1984 bij Dinamo Moskou, en was manager van de mannen van Dinamo Moskou van 1984 t/m 1998. Hij was Adjunct-directeur-generaal van Chimki Oblast Moskou in 1999.

## Erelijst
- Landskampioen Sovjet-Unie:
  - Derde: 1975, 1976, 1980
- Olympische Spelen: 1
  - Goud: 1972
  - Brons: 1976
- Wereldkampioenschap: 1
  - Goud: 1974
  - Zilver: 1978
- Europees Kampioenschap: 2
  - Goud: 1969, 1971
  - Zilver: 1975
  - Brons: 1973